# La princesa de la mafia
La princesa de la mafia (título original: Mafia Princess) es un telefilme estadounidense de drama y crimen de 1986, dirigido por Robert L. Collins, escrito por Robert W. Lenski, está basado en un libro de Antoinette Giancana y Thomas C. Renner; musicalizado por Lee Holdridge, en la fotografía estuvo Alexander Gruszynski y los protagonistas son Susan Lucci, Kathleen Widdoes y Tony Curtis, entre otros. Este largometraje fue producido por Group W y se estrenó el 19 de enero de 1986.

## Sinopsis
Este largometraje trata acerca de la hija de un hombre de la mafia que pretende averiguar la verdad sobre los túrbidos negocios de su padre.